# Qiu Qiyuan
Qiu Qiyuan (en chino: 邱祺缘; 24 de mayo de 2007) es una deportista china que compite en gimnasia artística.
Participó en los Juegos Olímpicos de París 2024, obteniendo una medalla de plata en la prueba de barras asimétricas. Ganó una medalla de oro en el Campeonato Mundial de Gimnasia Artística de 2023, en la misma prueba.

## Palmarés internacional
| Juegos Olímpicos   | Juegos Olímpicos  | Juegos Olímpicos | Juegos Olímpicos   |
| Año                | Lugar             | Medalla          | Prueba             |
| ------------------ | ----------------- | ---------------- | ------------------ |
| 2024               | París (Francia)   | Medalla de plata | Barras asimétricas |
| Campeonato Mundial |                   |                  |                    |
| Año                | Lugar             | Medalla          | Prueba             |
| 2023               | Amberes (Bélgica) | Medalla de oro   | Barras asimétricas |